# Michel Guyot
Pour les articles homonymes, voir Guyot.
Michel Guyot, né le 22 mars 1947 à Bourges, est un propriétaire de châteaux investi dans leur restauration, leur valorisation et leur animation.

## Parcours
Il est en particulier propriétaire du château de Saint-Fargeau, acheté en 1979 avec son frère Jacques Guyot . Passionné de cheval, il créée en 1982 le spectacle historique de Saint-Fargeau, qui, le souvenir et la popularité du feuilleton Au Plaisir de Dieu aidant, contribue à financer la restauration du château, en particulier la réfection complète des toitures. Il recrée  les aménagements intérieurs de l'aile autrefois incendiée, l'aile Montpensier, en particulier la Salle des gardes, restituée en 1982, l'escalier d'honneur, restitué en 1990. En 1984, il achète le corps de ferme voisin, qu'il ouvre aussi à la visite.
En mai 1981, il achète avec son frère, Jacques Guyot, le château d'Ancy le Franc, revendu en 1986. En 1987, Jacques Guyot reprend le château de La Ferté Saint-Aubin.                                              
En 1995, il lance le projet de construction de château fort de Guédelon à Treigny,.

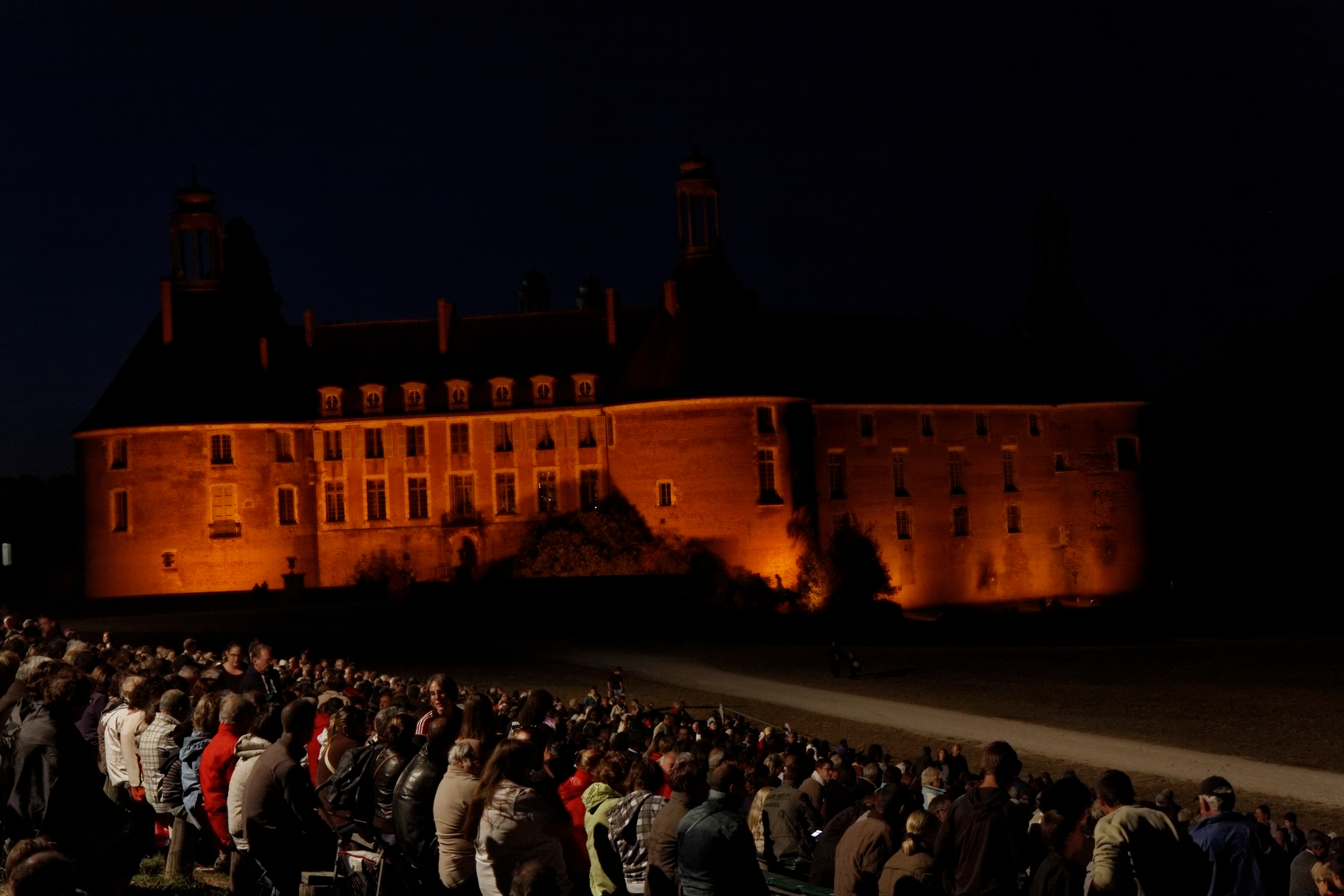
Le château de Saint-Fargeau pendant le son et lumière du spectacle historique

Michel Guyot est également le propriétaire du château d'Arrabloy près de Gien (Loiret), construit au XIIIe siècle et habité par Jehan d'Arrabloy. Le château est inscrit au titre des monuments historiques depuis le 16 janvier 1926.                                 

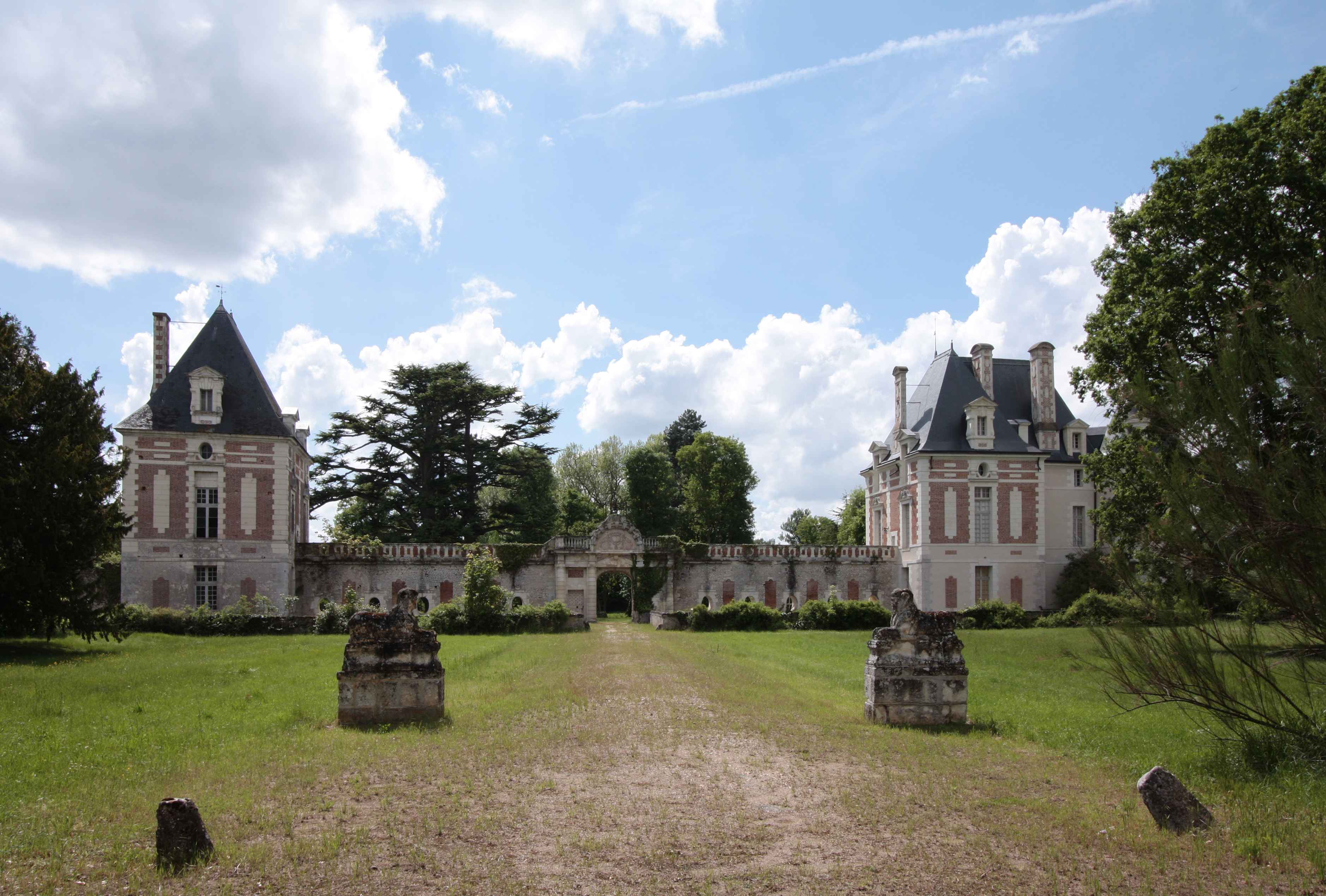
Château de Selles-sur-Cher.

En janvier 2012, il achète avec son épouse, Noémie, le château de Selles-sur-Cher  avant de le revendre en décembre à Nicolas Mazzesi et à sa femme Katherine Wu.
En octobre 2016, ils se portent acquéreurs de l'abbaye royale de la Réau située dans la Vienne puis l'ouvrent au public au printemps 2017. Leur projet était de restaurer l'abbaye et en particulier de reconstruire l'église abbatiale en partie effondrée. En novembre 2019, l'abbaye est revendue,.

## Œuvres
- Michel Guyot et Jacques Guyot, Le Château de Saint-Fargeau, 1983
- Michel Guyot et Marie de Seguin, J'ai rêvé d'un château, éditions Jean-Claude Lattès, 2007, 212 p. (ISBN 978-2709628488)[18]